# 全國人民代表大會關於建立健全香港特別行政區維護國家安全的法律制度和執行機制的決定
- 關於其常務委員會根據本決定而制定的法律，請見「中華人民共和國香港特別行政區維護國家安全法」。
- 關於香港特别行政区有关国家安全的立法文件列表，請見「香港国家安全立法」。
- 關於全国人大关于香港的其他决定，請見「s:模板:全国人大涉港决定」。

《全國人民代表大會關於建立健全香港特別行政區維護國家安全的法律制度和執行機制的決定》，简称5.28決定、全国人大涉港决定，是中华人民共和国全国人民代表大会就建立香港特別行政區國家安全有关制度做出的决定，在第十三屆全國人民代表大會第三次會議上进行審議，并于2020年5月28日下午表决通过。
本《决定》稱中華人民共和國貫徹“一国两制”、“港人治港”、高度自治的方针，反对外国和境外势力干预香港事务，要求香港儘早完成《基本法》規定的維護國家安全立法及建立维护国家安全的机构和执行机制，授權中央人民政府維護國家安全的有關機關在港設立機構，依法履行維護國家安全相關職責，并授權全国人民代表大会常务委员会制定相關法律列於《基本法》附件三，由香港特别行政区在当地公布实施。

## 背景

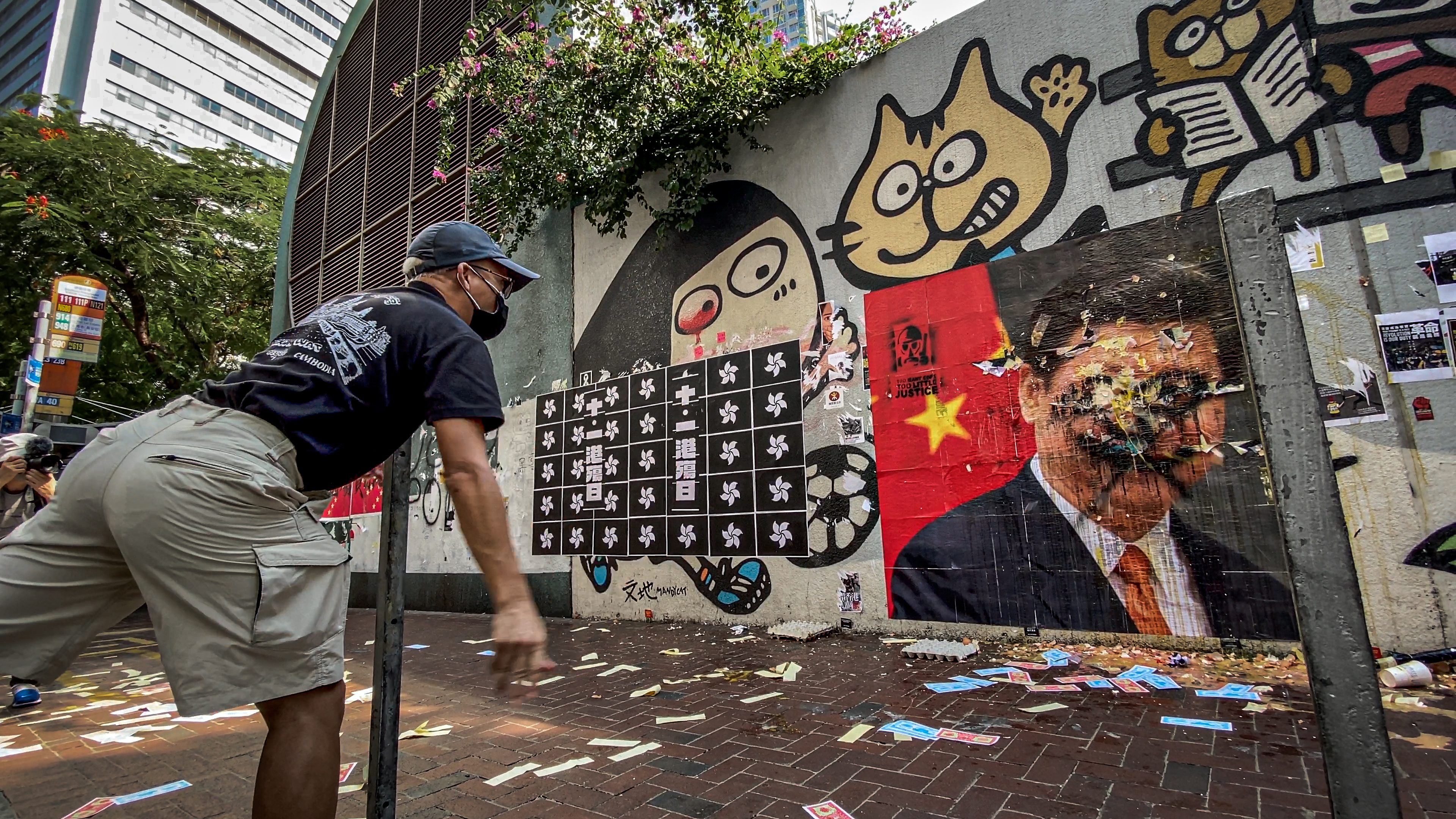
田北辰指反對逃犯條例修訂草案運動中2019年10月1日的遊行示威是促使北京決定訂立國安法的關鍵事件

2019年香港區議會選舉中建制派大敗（图中蓝色为建制派胜选区域）

香港政府曾在2003年推动《香港特別行政區基本法》第二十三條立法，但立法過程中引發大規模遊行及自由黨的反對，因此擱置。
自2012年中共十八大以来，中共中央总书记习近平多次强调要坚持“总体国家安全观”，坚决维护国家政治安全，更成立了直属于中共中央政治局的中央国家安全委员会，这也是习近平新时代中国特色社会主义思想的重要组成部分。
香港在2019年中旬发生反對逃犯條例修訂運動，習近平對此強調要「止暴制亂」，時任保安局局長李家超在區議會選舉前接受中國中央電視台專訪，強調「總書記支持行政長官、支持警隊、支持我們司法機關」。同年，美国国会通过《香港人權與民主法案》，建制派在区议会选举大败，内地与香港的关系愈发紧张。在這種情形下北京當局不再期望香港立法會完成“二十三條”本地立法工作，转由全国人大负责国家安全法规立法。
2019年10月31日，中共十九屆四中全會閉幕，會議除了通過中共中央總書記習近平代表中共中央政治局作的工作報告外，官方公報在一國兩制部分提到「建立健全特別行政區維護國家安全的法律制度和執行機制」，外界解讀為中共準備就《香港特别行政区基本法》第二十三條立法而釋放的訊號。時任國務院港澳事務辦公室主任張曉明亦發表文章，指出香港尚未完成《基本法》23條立法，是港獨不斷加劇的主要原因之一，又指出香港特區的行政、立法、司法機關也必須以愛國者為主組成。
據港區全國人大代表田北辰透露，2019年10月1日發生在中華人民共和國國慶70周年的香港多區遊行示威遊行是促使北京決定訂立國安法的關鍵事件。北京在2020年兩會開幕前的最後時刻，才決定將國安法列入全國人大會議議程，並且列在《基本法》附件三中直接頒布實施。田北辰及他認識的一些人大代表，都是看到人大議程後才得知要訂立該決定。
2020年5月18日，第十三届全国人民代表大会常务委员会第十八次会议听取和审议了《国务院关于香港特别行政区维护国家安全情况的报告》，会议同意了国务院有关报告提出的建议；根据《中华人民共和国宪法》和《香港特别行政区基本法》，全国人大常委会法制工作委员会拟订了《全國人民代表大會關於建立健全香港特別行政區維護國家安全的法律制度和執行機制的決定（草案）》；全国人大常委会审议该草案后，决定将其提交十三届全国人大三次会议审议。
2020年5月21日、22日，十三届全国政协三次会议和十三届全国人大三次会议分别开幕。此前多家媒体报道称，全国政协副主席、国务院港澳办主任夏宝龙将与在北京的港区全国政协委员会面。预料会面中会提及国家安全及基本法23条立法等议题。

### 决定內容概要

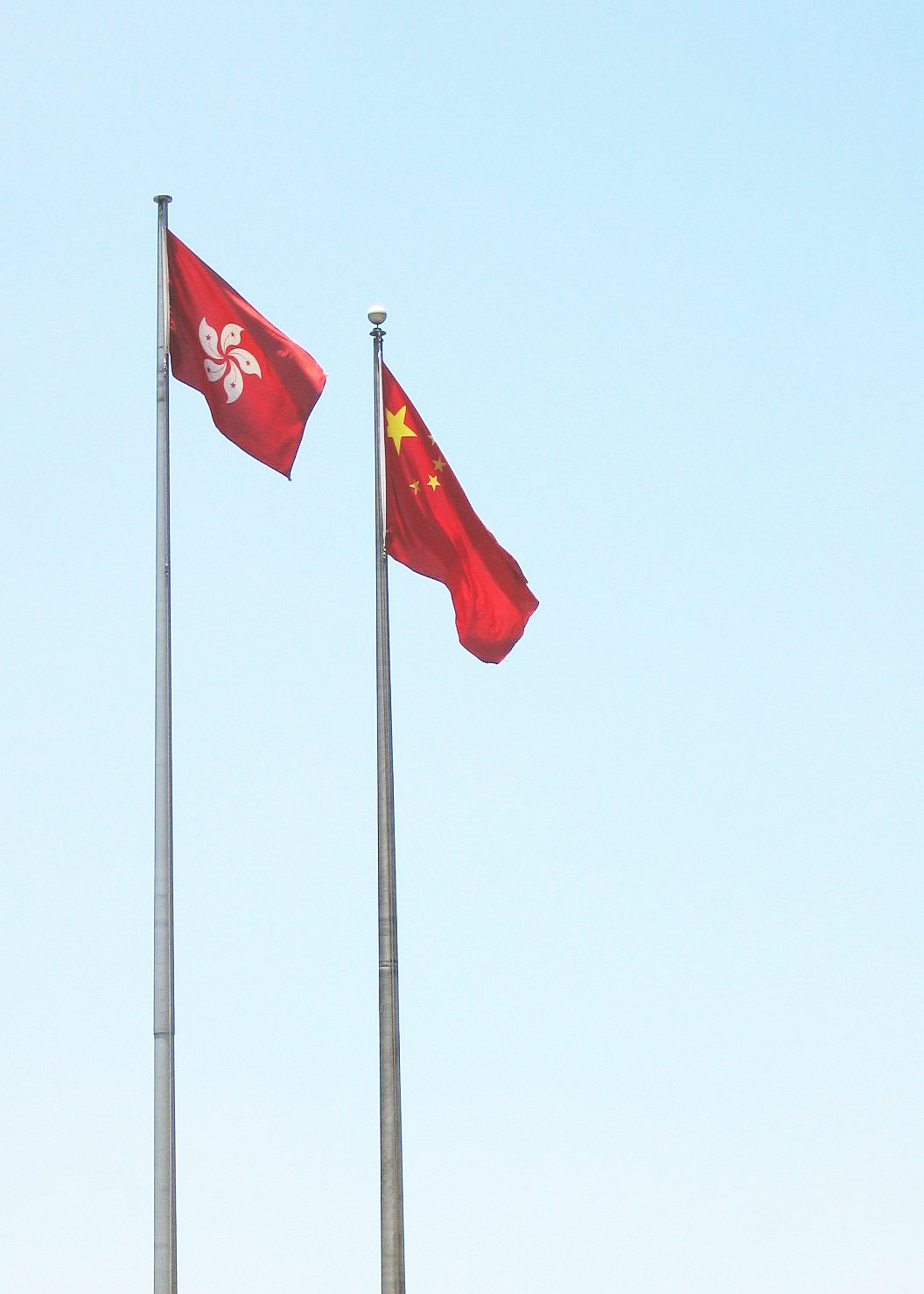
同時懸掛的香港區旗和中華人民共和國國旗

1. 国家支持“一国两制”、“港人治港”、高度自治、依法治港，维护香港宪政秩序，采取必要措施建立维护国家安全的法律制度和执行机制，依法防范、制止和惩治危害国家安全活动。
2. 反对任何外国和境外势力干预香港特别行政区事务，并采取措施反制，依法防范、制止和惩治。
3. 香港特别行政区應维护国家主权、统一和领土完整，应当尽早完成基本法第二十三条规定之立法，其行政、立法、司法机关应依法防范、制止和惩治危害国家安全活动。
4. 香港应设立维护国家安全的机构和制度，并强化执法力量、加强执法工作。中央人民政府之维护国家安全之机关可在港设立机构，履行职责。
5. 行政长官应当就有關情况，定期提交报告。
6. 授权全国人大常委会就香港国安法立法。人大常委会决定将相关法律列入《中华人民共和国香港特别行政区基本法》附件三，由香港特别行政区实施。
7. 决定自公布之日起施行。[24]

根据《关于〈决定（草案）〉的说明》及该《决定》导言部分，该《决定（草案）》的授权法源为《中华人民共和国宪法》第三十一条和第六十二条第二项、第十四项、第十六项的规定，以及《中华人民共和国香港特别行政区基本法》的有关规定。

## 投票表决结果
《全国人民代表大会常务委员会关于提请审议〈全國人民代表大會關於建立健全香港特別行政區維護國家安全的法律制度和執行機制的決定（草案）〉的议案》於北京時間2020年5月28日下午3時舉行的第十三届全国人民代表大会第三次会议閉幕會上表決，以下为表决结果：
| 表决主题 | 赞成票  | 反对票 | 弃权 | 未按表决器 | 缺席 | 出席代表通过率 | 法定通过率 |
| --- | ------- | ------ | ---- | ---------- | ---- | -------------- | ---------- |
| 全国人民代表大会常务委员会关于提请审议《全國人民代表大會關於建立健全香港特別行政區維護國家安全的法律制度和執行機制的決定（草案）》的议案 | 2,878票 | 1票    | 6票  | 1人        | 70人 | 99.76%         | 96.58%     |

## 后续立法内容
根据《决定》第六条，全国人大决定授权全国人大常务委员会制定涉港国安相关法律。此后，全国人大常委会将制定相关法律并将其列入《基本法》附件三（《在香港特别行政区实施的全国性法律》），由香港特别行政区在当地施行。全国人大及有关部门表示，这一安排并非取代基本法第二十三条的规定，香港特别行政区仍有尽早完成基本法第23条规定的立法责任，全国人大常委会立法时，将以适当方式征询香港各界人士、香港政府及全国人大宪法和法律委员会的意见。
路透社援引拒绝透露身份的消息人士披露，新制定的国安法律或将模仿澳门法律，禁止外籍法官参与审理香港国家安全相关案件；全國政協委員曾偉雄在采访中表示不了解尚未起草的细节，但提出了澳门的例子，认为在澳门外籍法官不能够参与国安案件对于香港是很好的参照；虽然当下内地的国家安全和情报机构在香港还没有执法权，但全国政协副主席梁振英在接受采访时表示，新法还将会在香港建立类似殖民地时代的情报机构，香港政府和中央人民政府将在香港设置平行的国家安全机构以负责国家安全事务，国家安全部门和香港警察将会联手以保障国家安全。但法案具体内容还存在变数。

## 各方反應

### 两岸四地

#### 中国大陆
|                                                                          | 2019年香港发生“修例风波”以来，反中乱港势力公然鼓吹“港独”、“自决”、“公投”等主张，从事破坏国家统一、分裂国家的活动；公然侮辱、污损国旗国徽，煽动港人反中反共、围攻中央驻港机构、歧视和排挤内地在港人员；蓄意破坏香港社会秩序，暴力对抗警方执法，毁损公共设施和财物，瘫痪政府管治和立法会运作。还要看到，近年来，一些外国和境外势力公然干预香港事务，通过立法、行政、非政府组织等多种方式进行插手和捣乱，与香港反中乱港势力勾连合流、沆瀣一气，为香港反中乱港势力撑腰打气、提供保护伞，利用香港从事危害我国国家安全的活动。这些行为和活动，严重挑战“一国两制”原则底线，严重损害法治，严重危害国家主权、安全、发展利益，必须采取有力措施依法予以防范、制止和惩治。 |
| ——王晨副委员长（代表十三届全国人大常委会），《关于〈决定（草案）〉的说明 | |

十三届全国人大三次会议大会发言人、全国人大外事委员会主任委员张业遂称，“维护国家安全是包括香港同胞在内的全国各族人民的根本利益所在。”
22日，针对美国总统特朗普称“将强力回应中国推行港版国安法”一事，中華人民共和国外交部发言人赵立坚当日在外交部例行记者会上称，“国家安全是国家生存发展的基本前提。放眼世界，没有任何国家允许在其本国领土从事分裂国家等危害国家安全的活动。香港是中国的一个特别行政区，香港特区维护国家安全立法的问题纯属中国内政，任何外国无权干预。中国政府维护国家主权、安全、发展利益的决心坚定不移，贯彻“一国两制”方针的决心坚定不移，反对任何外部势力干预香港事务的决心坚定不移。”同日國臺辦發言人馬曉光指責民進黨對港版國安法的評價是对全国人大审议有关议案「肆意攻击」、对香港事务的「政治操弄」。
国务院港澳办、香港中联办、外交部驻港公署、外交部驻澳特派员公署也发表声明，表态支持。
23日，国务院副总理、中央港澳工作协调小组组长韩正于联组会议上接见了港区全国政协委员。韩正在会上称，此次决定的立法是中央的慎重决定。他又指出，确立有关法例针对的只是4类危害国家安全的罪行和少数违法分子。立法令做生意的人有更好营商环境、市民可安居乐业，并呼吁委员向香港社会解释。同日，中華人民共和国驻加拿大大使馆就英国、澳大利亚、加拿大外长涉港联合声明发表谈话。该谈话认为，“全国人大的决定体现了法治原则，恰恰是为了香港广大市民更好地享有和行使法定的各项权利和自由”。24日，国务委员、外交部部长王毅在记者会上，称“全国人大这一决定，针对的是极少数严重危害国家安全的行为，不影响香港的高度自治，不影响香港居民的权利和自由，不影响外国投资者在香港的正当权益”。
25日，中華人民共和国外交部发言人赵立坚在例行新闻发布会上指責美国就香港问题威胁制裁是企图破坏中国国家安全，中華人民共和国外交部称已向美方提出严正交涉。同日，外交部驻港公署特派员谢锋就香港维护国家安全立法为外国驻港领团、商会、媒体和驻港国际组织代表举行吹风会并现场答问。
全國人大代表、解放軍駐香港部隊司令員陳道祥在北京接受媒体訪問時称，駐港部隊堅決擁護全国人大的決定草案。他指出，駐港官兵將堅決貫徹中央決策部署，全面貫徹一國兩制方針，依法履行防務職責。
26日，外交部發言人華春瑩在Twitter上发文称：“如果美國可以以‘國家安全’的名義對幾乎所有事情立法，為什麼中國就不能在自己領土制定一個阻止‘港獨’活動和其他激進分裂分子的國安法？”她又補充指出：“美國官員基於錯誤認知對中國進行了太多的錯誤指責，他們最好在講話前仔細研究一下”。
28日，國務院總理李克強在第十三届全国人大三次会议後舉行中外記者會。李克强就记者询问制定港版国安法是否代表中央調整對港政策及放棄一國兩制时回应称，“一國兩制是基本國策，人大通過維護國家安全的決定，是為了確保一國兩制行穩致遠，維護香港長期繁榮穩定”。国务委员、公安部部长赵克志同日称“要认真学习贯彻《全国人民代表大会关于建立健全香港特别行政区维护国家安全的法律制度和执行机制的决定》，全力指导支持香港警队止暴制乱、恢复秩序，坚决维护香港安全稳定”。国台办发言人马晓光就台湾方面发表相关声明时发出警告，要求民进党当局“停止趁火打劫，拨弄是非”，强调“引黑暴势力入台只会祸及台湾民众，搬起石头砸自己的脚”。
29日，中央人民政府驻香港特别行政区联络办公室负责人发表谈话表示，坚决支持特区政府有关表态，坚决反对美国对香港事务的粗暴干预，强烈谴责美方对香港国安立法的造谣污蔑，美方应立即停止干预香港事务和中国内政。
中華人民共和国官方媒体均对此决定的立法表示支持，认为這是“維護一國兩制的根本之策”，又批評黎智英“自覺自願成為外部勢力分裂國家、顛覆國家政權的急先鋒，中央主動填補法律漏洞既是不得已而為，也是權力和責任所在”；人民網發表評論，认为香港成為維護國家安全的短板，理所當然要補上短板、填補漏洞。
6月6日下午，香港中联办召開座談會聽取《决定》的相关意見，共有21名港區全國人大代表及全國政協委員參與。会上，香港中聯辦主任駱惠寧表示此次立法堅持一國兩制、依法治港，強調「決定了的事，就會堅決地做」。他又说，通過《決定》是“香港實現一國兩制中具有里程碑意義的大事”；同时指出「宣布了的事，就會切實兌現」。
6月8日，國務院港澳辦副主任張曉明表明國安法會尊重香港獨立司法權及終審權，不會羅織罪名。他又说到，香港社會高度政治化，國民教育難以推行，媒體對國家各種負面報道，試題荒誕不經，大灣區建設受抵制等种种问题，本质是推翻國家政權及顛覆中共領導。
6月10日，外交部发表文章，回應《决定》的6點質疑。文章强调，中央政府對維護國家安全有最大責任，中央即使有授權予香港自行立法，亦不改變國安立法為中央事權。文章又指國安立法將保障「一國兩制」行穩致遠，國安法執行嚴格依法，不會侵犯香港居民、法人和其他組織的合法權益；使香港有更完備的法律體系、更穩定的社會秩序、更良好的法治和營商環境，有利於維護香港金融、貿易和航運中心地位。
6月12日，针对有组织計劃舉行「公投」蒐集中學生對「港區國安法」的立場及罷課意向，国务院港澳办及香港中联办发文批评。港澳辦的文章稱，指出中學生罷課行動，是企圖把學生當作阻止港區國安法立法的「砲彈」和「工具」，用心歹毒卑劣，並點名批評香港眾志秘書長黃之鋒及副主席鄭家朗，「罪行錄上再添下重重的一筆」。中聯辦的文章則稱，中央支持香港特區政府行使教育管治權，建立健全與「一國兩制」相適應的教育體系。
6月15日，全國港澳研究會舉行《香港基本法》頒布30周年研討會，討論港區國安法。全國港澳研究會會長徐澤致辭時表示，近年香港接連發生「種種亂象」，嚴重違背「一國兩制」和《基本法》的初心，嚴重動搖香港繁榮穩定的根基，也嚴重威脅國家主權、安全和發展利益，暴露出香港維護國家安全的巨大漏洞。他又说，全國人大審議通過有關維護國安的決定，是“貫徹落實去年四中全會決定，推進國家治理體系和治理能力現代化的必然要求，是中央履行《憲法》和《基本法》賦予的憲制責任，是有效防控香港在國安面臨突出風險的當務之舉”。國務院港澳辦副主任鄧中華表示港區國安法符合“‘一國兩制’初心”。而香港中聯辦副主任陳冬指出，中央出手填補香港國家安全的「短板」，對《基本法》和一國兩制非常有意義。
6月16日至17日，中共中央政治局委员、中央外事工作委员会办公室主任杨洁篪应约同美国国务卿蓬佩奥在夏威夷举行对话。杨洁篪在谈及制定港版国安法时表示，包括建立健全香港特别行政区维护国家安全的法律制度和执行机制在内的香港事务纯属中国内政，中方推进涉港国安立法的决心坚定不移。他指出，中方坚决反对美方干预香港事务的言行，坚决反对七国集团外长就涉港问题发表的声明。
6月29日，中国外交部发言人赵立坚在例行记者会上表示，中国政府谴责美方通过制裁阻挠中方推进香港国家安全立法，并决定对在涉港问题上“表现恶劣”的美方人员实施签证限制。

#### 香港特別行政區

##### 特区政府

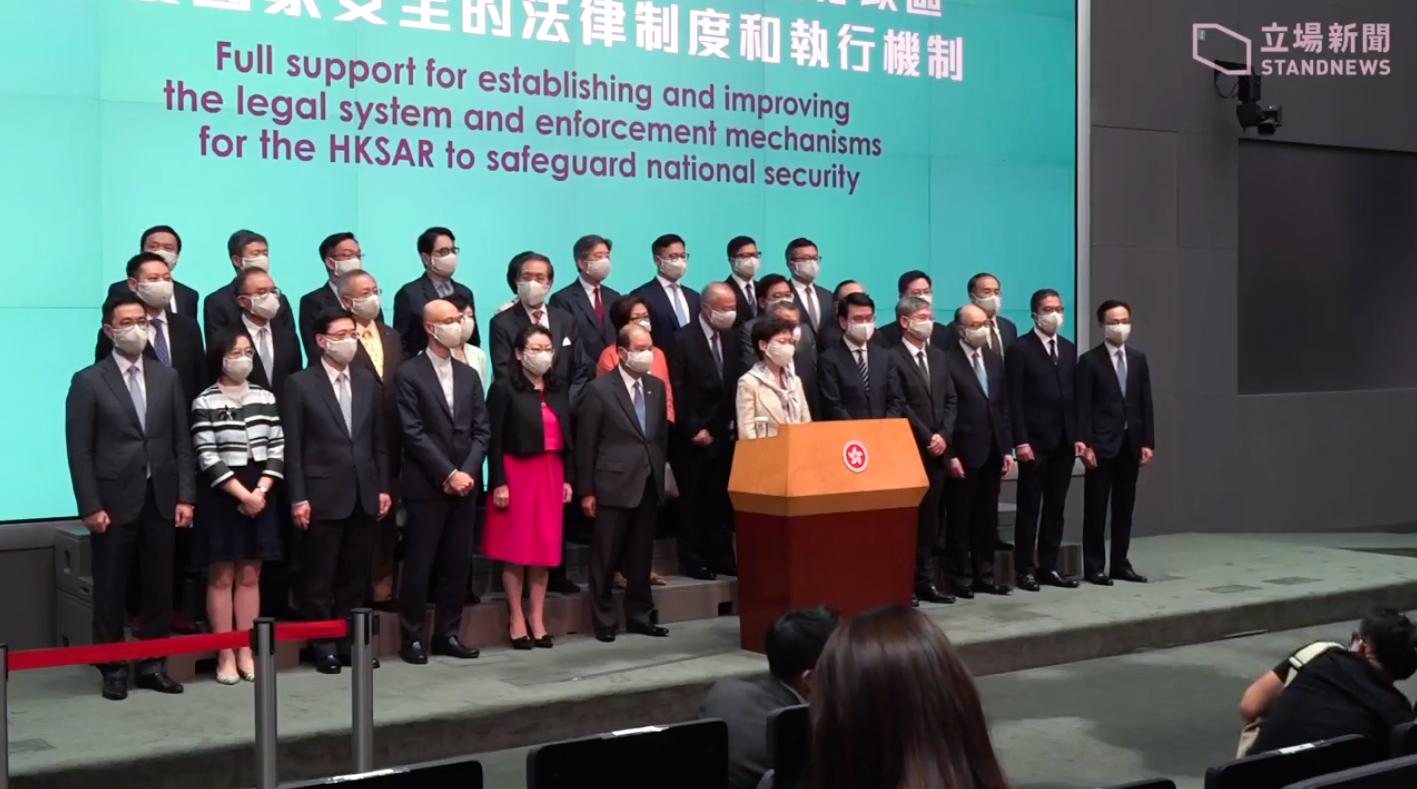
2020年5月22日晚，行政長官林鄭月娥在問責團隊及行會成員陪同下會見傳媒，回應有關「港版國安法」的提問

2020年5月22日，行政長官林鄭月娥發表聲明，称特區政府支持有關決定；全国人大通過後，特區政府將全力配合全国人大常委會盡快完成有關立法，履行維護國家安全的職責。隨後於當晚八點半率領三名司長、多名問責局長及行政會議成員舉行記者會，表示由於在可見時間內難以完成基本法23條立法，所以全力支持人大於國家層面建立相關機制，並強調不影響一國兩制、港人治港及高度自治，亦不改變香港實行的資本主義，以至外國投資者的合法利益。
5月23日，公務員事務局局長聶德權向全體公務員發信，指任何批評《決定》違反一國兩制或令香港變成一國一制都「站不住腳」，《決定》是為了維護國家安全和香港繁榮穩定，不會影響香港居民依法享有的各項權利和自由，以及司法機關行使獨立的司法權和終審權。
5月24日，政務司司长張建宗发表声明，称香港特區政府全力支持國安法，並認為人大的做法合法合憲，既有必要性，亦有迫切性。律政司司長鄭若驊指，國家安全從不是香港自治範圍，中央有權為香港立法；財政司司長陳茂波認為，立法有助維持有利的營商環境；而保安局局長李家超指，香港的本土恐怖主義正滋生，不排除提升恐襲威脅的級別，又指過去一年香港危害國家安全的風險越來越凸顯，因此支持建立香港國安法。5月25日，保安局轄下紀律部隊首长，包括警務處處長鄧炳強、海關關長鄧以海、入境事務處署理處長區嘉宏、懲教署署長胡英明、消防處處長梁偉雄及政府飛行服務隊總監胡偉雄均发表声明表示，支持港版國安法。
5月26日，香港特区行政长官林郑月娥出席行政会议前会见传媒时称，中央就涉港国安立法的决心坚定。她强调特区政府会全力支持和配合相关立法，并批评外国政客持双重标准。
5月27日，香港特区政府回应美國全國商會、香港美國商會就“港版国安法”的声明，指出有关决定列明相关法规只针对分裂国家、颠覆政权、组织实施恐怖活动的行为，以及外国和境外势力干预香港特区事务的活动，绝大部分守法的香港人，包括海外投资者，无需为此担心。
5月28日，林郑月娥连同行政长官办公室主任陈国基到北角区设立的户外柜台签名支持港版国安法；翌日，香港特区政府在13份報章刊登《行政長官致全港市民的信》，呼籲堅定支持全國人大通過建立“港版国安法”的決定，共花费約254萬港元。
5月30日，香港特区政府发言人就美国总统特朗普发表的声明及美国国务院有关言论回应称，“特朗普总统指称香港现时是‘一国一制’，完全错误，无视事实”。
6月2日下午，香港特区政府发布新闻公报称，林郑月娥将与律政司司长郑若骅、保安局局长李家超、警务处处长邓炳强及行政长官办公室主任陈国基随行，于6月3日抵达北京。中央政府就此《决定》听取林郑月娥的意见。6月3日，林郑月娥在北京表示，“中央在这个时候主动通过全国人大常委会进行立法，既是行使宪制责任，也是爱护香港的体现”。她就此前有关外国政府“对香港所谓‘制裁’和所谓‘取消香港特殊地位’的恐吓”的问题回应称这一问题毫无根据，认为“看不到这些所谓的制裁会如何影响香港”。
6月7日，针对有组织发起罢工罢课联合公投反对港版国安法，香港特区政府发言人表示强烈谴责，指任何人或组织采取极端手段，威逼特区政府都不会得逞。政务司司长张建宗发表网志，指责有关举动明显是利用学生达到政治目的。
6月10日，有消息指出香港警方會設立新部門以執行港版國安法，該部門將由警務處處長鄧炳強領導，負責搜集情報、進行調查及培訓人員等。同日，教育局局長楊潤雄向香港中小學校長去信，提到有團體發起反國安法的聯署及罷工罷課公投，他提醒學校不應任由學生參加“毫無意義”的公投活動，更不應容許任何模式罷課，若教師參與罷課，學校應採取紀律行動。
6月26日，教育局局长杨润雄表示，教育局在港区国安法订立后，会检视如何在课程中向学生作出介绍。

##### 建制派
民主建港協進聯盟认同全国人大的做法是维护国家安全和香港社会根本利益，堵塞国家安全保障缺口的必要手段，又指该法条与23条本质并不矛盾，认为港府有必要按23条规定尽快完成立法。
工聯會发布声明，对全国人大的做法表示强烈支持，声明提及他們将“义不容辞”地支持推动国安法立法。22日，工聯會權益委員會成員在油塘設立攤位，供市民簽名支持國安法立法，亦會到各區收集簽名。麥美娟形容人大的法案直接、快、精準，希望可以盡快通過，又指收到許多市民留言「等咗呢日好耐」。
經民聯發新聞稿支持草案，認為立法能針對當前社會局勢，維護國家安全，同時顧及香港難以自行立法的政治現實，做法務實可行，更指現時立法可避免經濟惡化。對於中央宣布審議「港版國安法」後，恆生指數當日跌幅持續擴大至逾1100點，盧偉國稱，將股票市場暴跌歸咎單一原因是簡單化亦不科學。
自由黨黨魁、立法會議員鍾國斌被問到是否擔心出現撤資時，表示「說不定」，指新加坡同是開放型經濟體，也有國安法，且條文還相當「辣」，但仍有很多人去投資，強調商界很簡單，只看有無商機，能否賺錢，又指很多人不信中華人民共和國政府，覺得中國法制不健全，外企仍爭相去中國大陸投資及做生意，世界主要大企業都在中國大陸有業務。
基本法委員會委員、建制派立法會議員梁美芬表示，香港仍然未有一個有系統的法律制度，處理港獨、恐怖主義及自決等，情況有迫切性。基本法委員會副主任譚惠珠指出，有關立法是有必要性及逼切性，亦有法律依據。隨後表示預備分裂國家、顛覆中央政府和破壞國家安全的人士才需要擔心，市民只需要如常生活和工作，一點都不用擔心。港區全國人大代表、基本法委員會委員黃玉山表示，有關決定合乎香港發展，亦都是及時和有迫切性。
立法會主席梁君彥對此表示尊重、理解及支持，並強調香港特區是中華人民共和國不可分離的部分，香港有憲制責任就基本法23條立法，他認為特區政府應在適當時候展開相關工作，成功落實「一國兩制」，確保香港繁榮穩定，亦是港人的共同願望。立法會議員謝偉俊批評有人要「攬炒」，現在即「求仁得仁」，呼籲市民要珍惜自己尚有的自由；亦指美國可隨意就香港事務立法，中央作出舉動保護香港十分正常。
全國政協副主席、香港特区前行政长官梁振英表示，相信中央肯定經過通盤考慮和有充分準備，呼籲反對派不要低估中央處理香港問題的決心，並認為人大堵塞漏洞是完全合理、合情、合法。在北京中国人民政治协商会议第十三届全国委员会第三次会议的香港全国政协委员于5月22日发表联合声明，拥护和支持十三届全国人大三次会议就建立健全香港特别行政区维护国家安全的法律制度和执行机制作出决定，强调相关措施是维护香港繁荣稳定、确保“一国两制”行稳致远的必要手段。
23日，80多名建制派區議員發表聲明，支持北京方面制定港版國安法。
24日，“香港各界撑国安立法联合阵线”成立，该组织于24日至31日在香港多区设置街站收集市民签名支持国安法立法。截至24日中午，联合阵线共有13位召集人、2063位发起人和788个支持团体。在簽名行動首日，聯合陣線稱合共收集到503618個簽名。
5月25日，全國政協副主席、首任香港特別行政區行政長官董建華指出，國安法立法建議令不少香港人鼓舞，形容在經歷多番折騰後，香港終於出現曙光。他又比喻香港過去一年得了重病，形容國安法“非洪水猛獸”，而是救助香港走出困局的良藥，符合港人及中央利益。他最后強調，國家重視及珍惜香港，又指“現在港人是時候展示責任及擔當，為國家穩定作出貢獻的關鍵時刻”。

##### 民主派

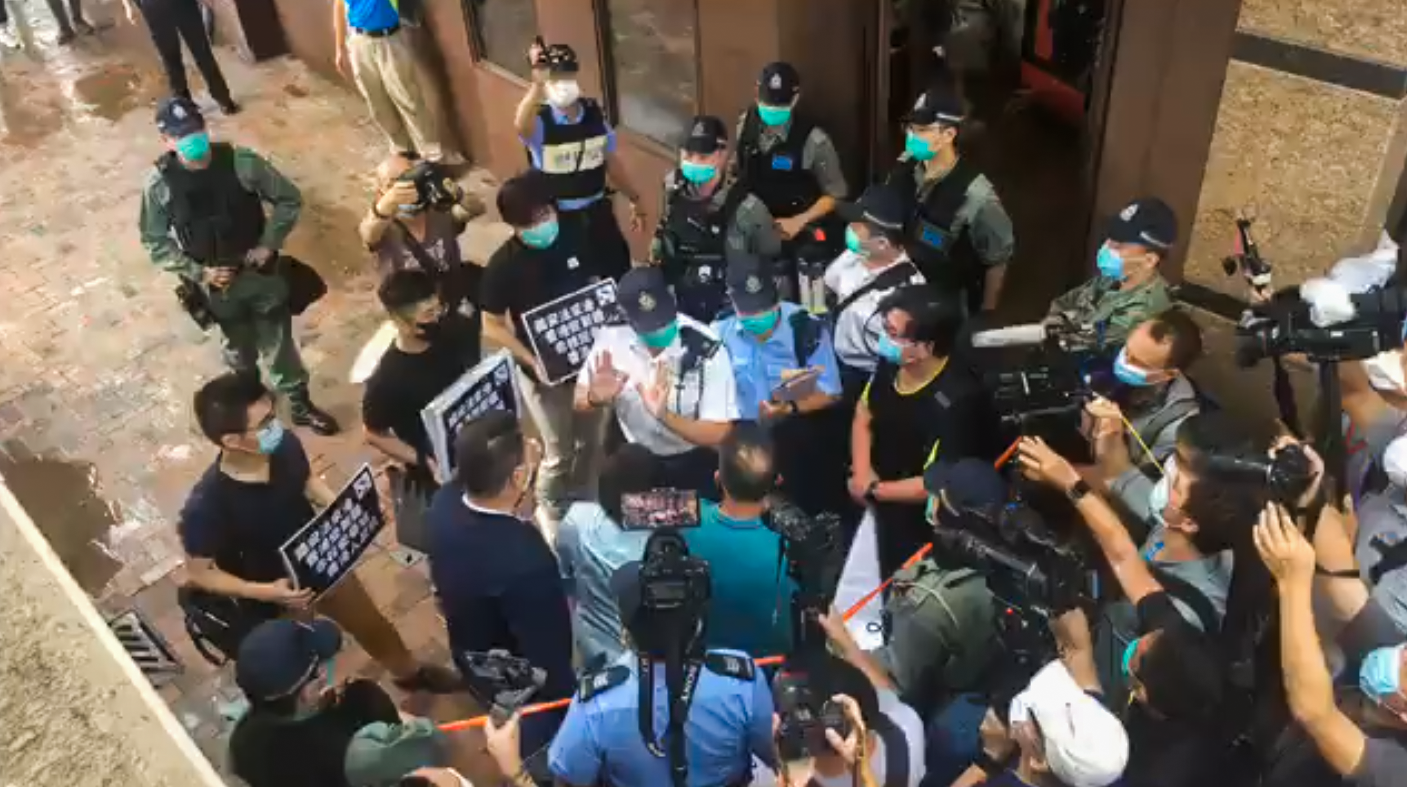
2020年5月22日中午，民主黨超過30人抗議立港版國安法，由西區警署遊行往香港中聯辦抗議。不過其中24人遭警方以違反禁聚令為由票控，警方票控完畢後，獲批准以8人一組方式繼續遊行

民主派立法会议员發表聯合聲明表示，全國人大計劃繞過香港立法會訂立「港版國安法」，透過納入基本法附件三直接在港實施，變相為基本法第二十三條立法，是无异于宣布“一国两制”结束，認為北京政府撕开“以刀叉吃人肉的画皮”，香港人必须刚毅沉着应对。公民黨楊岳橋亦表示，中央動用國防名義，繞過立法會實施國安法，猶如打開「蟲洞」，未來中央要透過附件三引入其他法律，將變得輕而易舉。民主黨胡志偉指，中央為了體現全面管治權，不惜揭開一國兩制的假面具，等同向全世界宣示在港投資、生活，隨時可能面對中共的懲處，甚至財產充公，直斥實施國安法是「中共決定攬炒香港」。
民陣召集人、社會民主連線瀝源區區議員岑子表示，審議國安法的消息出台後，香港股市「低開、不停跌」，稱中共才是推動「攬炒香港」的一方，批評此舉不但摧毀自由民主，亦是破壞香港經濟繁榮基礎的「最大核彈」，認為國安法實施後，非港人更加可以到港執法，甚至未必在港審理，批評此舉是「送中之心不死」。
支聯會批評在港實施《國安法》等同回歸「一國一制」，又指《國安法》如同以言入罪，所有港人都會受威脅，批評國安法是「以言入罪的萬能key」，日後支聯會若繼續支持中國大陸維權運動，就會被視為干犯「煽動顛覆國家政權罪」。
2020年5月22日中午，民主黨30余人抗議立港版國安法，由西區警署遊行往中聯辦抗議，不過其中24人遭警方以違反禁聚令為由而票控。當警方票控完畢後，便獲批准以8人一組方式繼續遊行。
5月23日，370多名泛民主派區議員發表聲明，反對北京方面制定港版國安法，強調此法將讓香港自由化為烏有。要求北京方面立即撤回有關決定。
5月24日上午，支聯會舉行「毋忘六四」31周年長跑，以紀念六四事件31周年、抗議港版國安法推行。另外，新民主同盟共約8人，則於11時在西區警署起步至中聯辦，抗議國安法並表達訴求，高呼「國安法摧毀兩制」的口號。支聯會及社民連还一度於中聯辦外門外張貼標語，警方隨即警告現場人士停止張貼物品。当日下午亦有举行反惡歌法大遊行，以此反对港版國安法推行。
香港蘋果日報、壹傳媒創辦人黎智英在接受外媒訪問時批評法案或將破壞香港的法治和自由，並表示特朗普曾聲稱若香港實施港版國安法，便會對中國採嚴厲措施；又高調讚揚特朗普是「有信用」的人，「非常希望」特朗普能在今個周末實施制裁。他認為：「外界的支持也就是國際間的影響，絕對是我們唯一的救贖，我認為如果美國能給予我們強力的援助，其他國家也將會跟進，美國必須起帶頭作用。」
香港民主黨創黨主席李柱銘接受無綫電視節目《講清講楚》表示，北京的做法他難以支持，香港目前的問題是北京要「全面管治香港」。至於基本法第23條未能完成立法，則是港府和建制派的責任。自己一向反對侵害港人人權自由的法例，但23條損害香港人的結社、言論、新聞自由。若能完全確保23條立法後不傷害人權自由，相信連民主黨也會支持立法。

##### 自決派

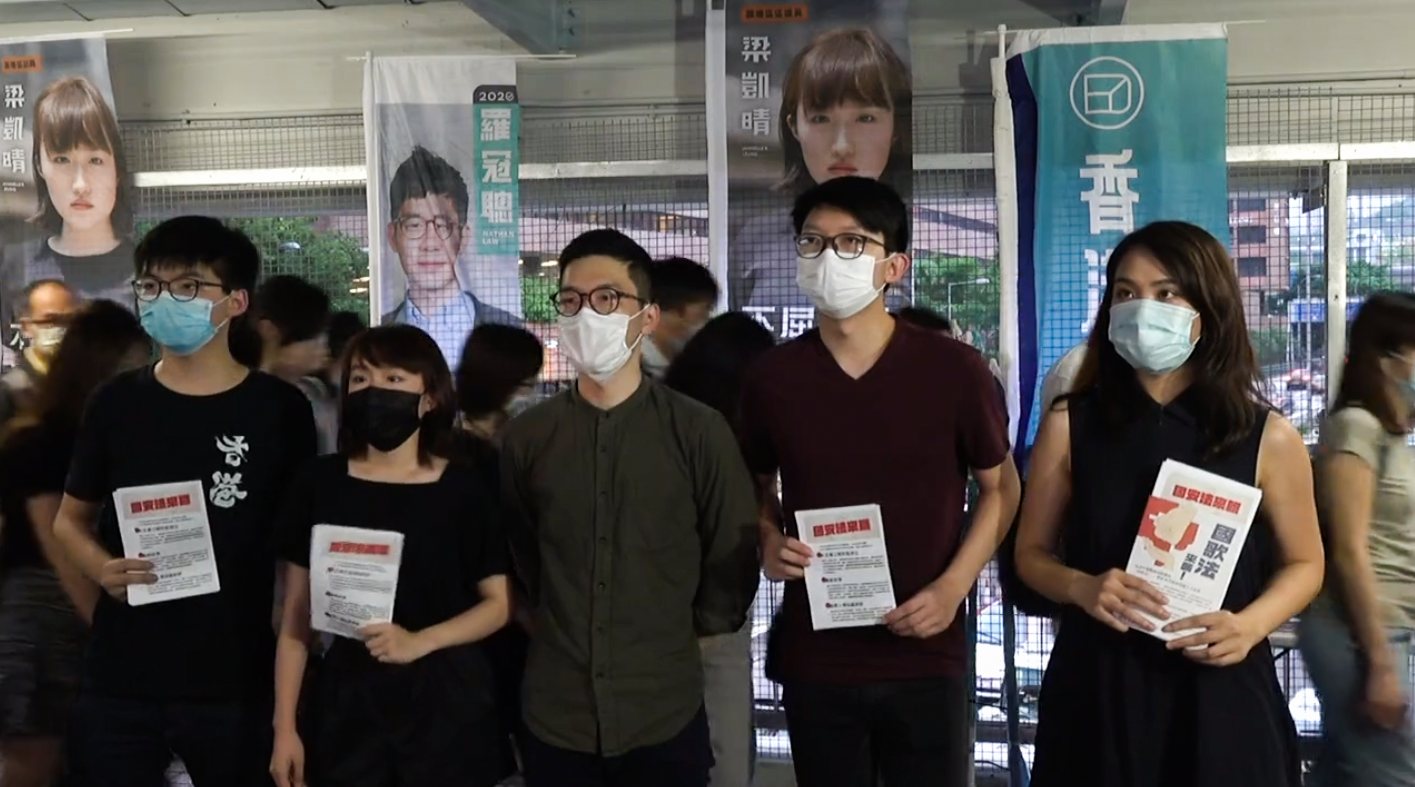
2020年5月22日傍晚，黃之鋒、何桂藍、羅冠聰、梁凱晴在紅磡海底隧道行人天橋舉行反對「港版國安法」街站

香港眾志秘書長黃之鋒接受德國之聲訪問時称他跟很多香港人一樣，有點始料不及，繞過整個本地立法程序，這是匪夷所思、聞所未聞的；黃之鋒形容此举是北京對香港民主派爭取美國通過《香港人權及民主法案》，以及《逃犯條例》在國際壓力下被逼撤回的一個報復。
二百万三罢联合阵线及中学生行动筹备平台计划在6月14日发起“罢工罢课联合公投”，以此反对港版国安法实行。而在6月12日，香港眾志负责人表示“學生有獨立思考，罷工罷課也是港人合法權益，會繼續推動反對國安法的罷工罷課公投”。

##### 區議會

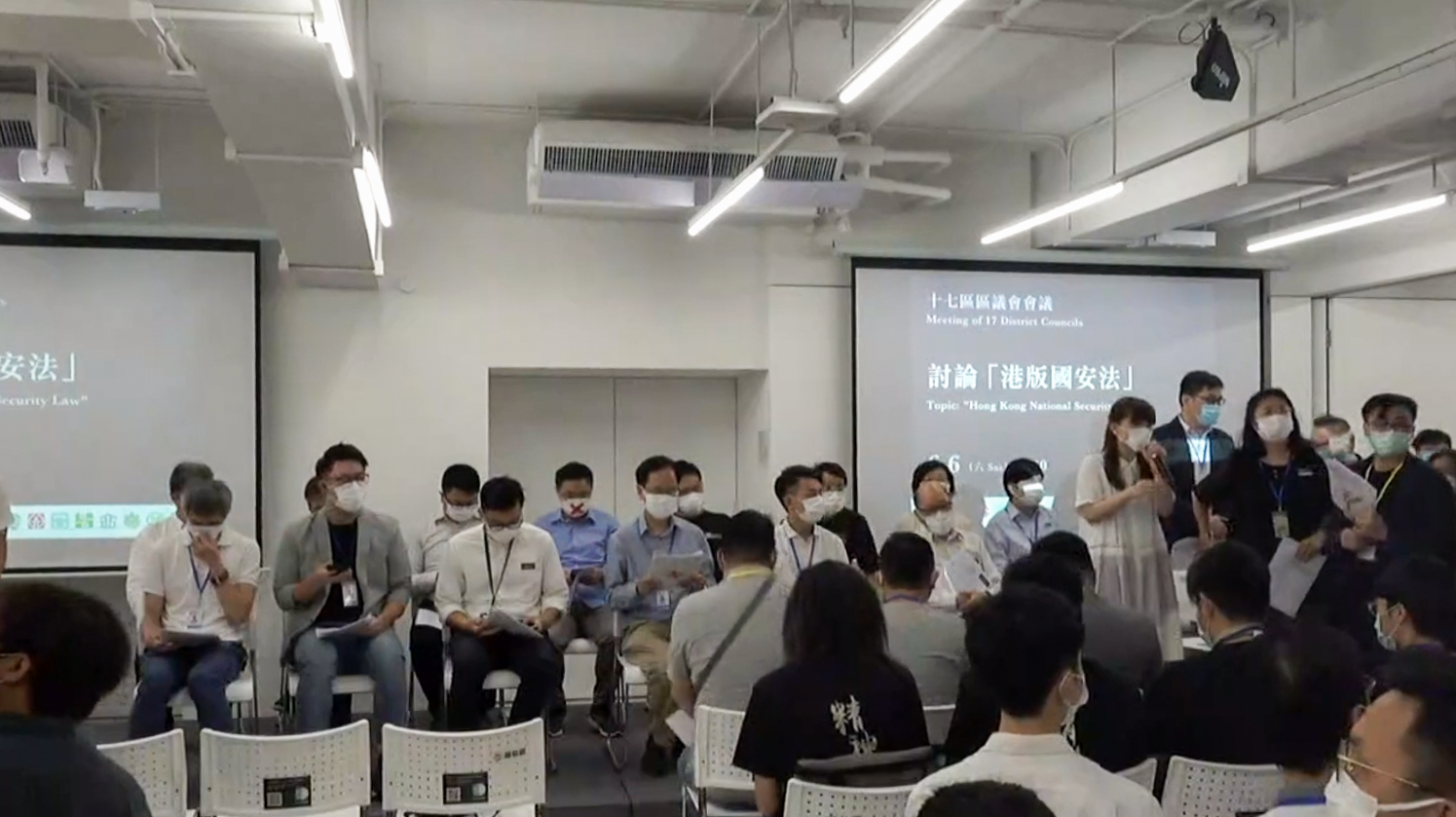
十七區特別區議會大會在金鐘統一中心召開會議，討論「港區國安法」

6月6日，離島區以外由民主派主導的17個區議會，在金鐘統一中心召開特別會議，討論「港區國安法」議程，有329名民主派議員出席。會議前，民政事務局指會議不符合區議會職能，不是有效會議，故秘書處不會提供支援，亦不會派人出席和跟進。建制派亦發聲明譴責主辦者，又認為區議會主席無權召開跨區會議，建制派區議員不會出席。會議上，17區區議會主席表決通過議案，內容為「反對任何形式收緊民主自由的法例，『港區國安法』摧毁一國兩制，將香港的未來推向萬劫不復的深淵，必須立即撤回 」。會後，「十八區民主派聯絡會議」輪任召集人楊雪盈指會議有足夠法定人數，而且主席有權決定會議日期及地點，認為會議屬法定會議，又指過往建制派主導區議會時，曾就「一地兩檢」等政治議題表決，批評政府雙重標準。

##### 工商界

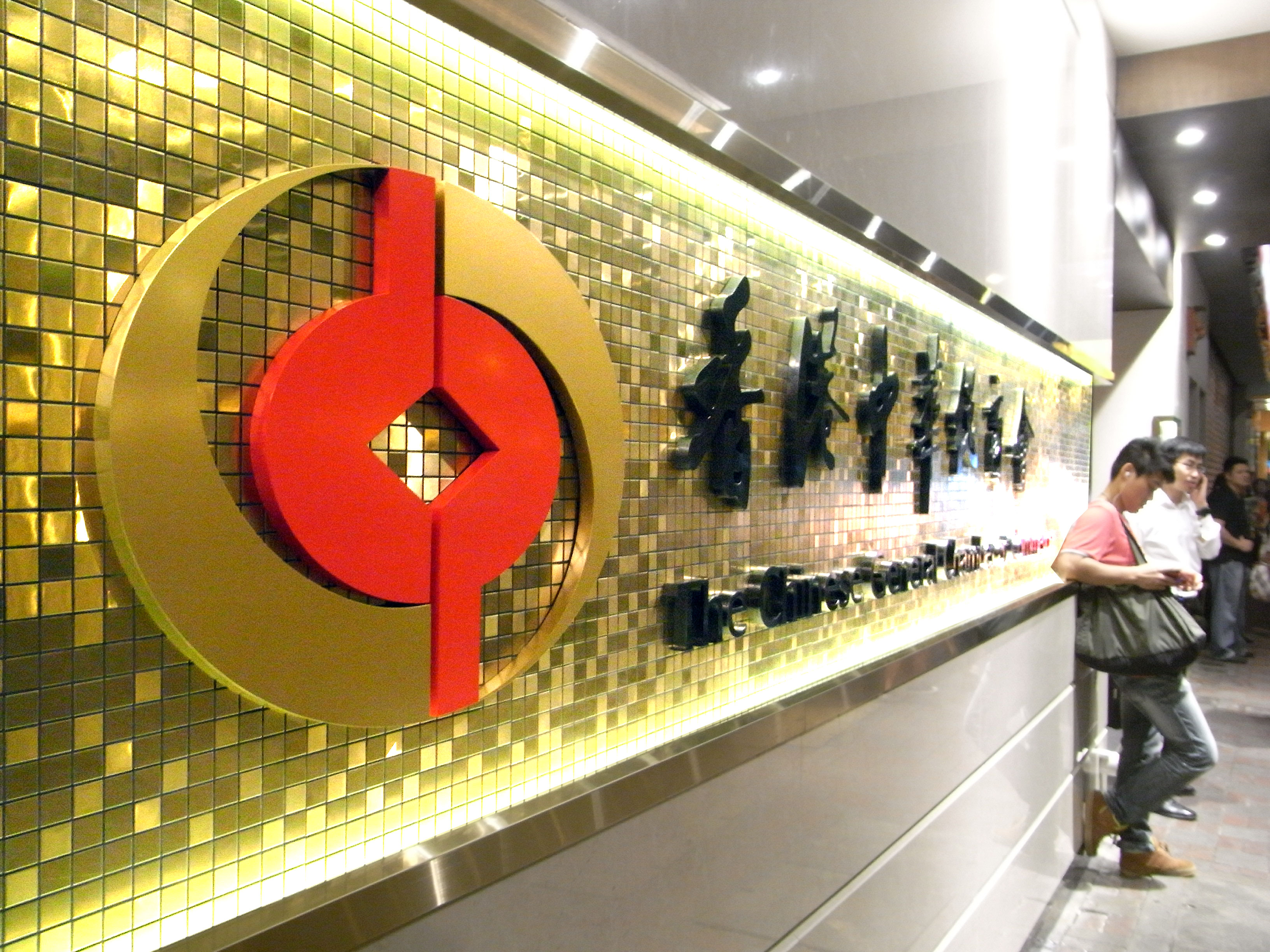
香港中華總商會：國安立法有助穩定香港當前局面

香港中華總商會表示，香港近一年來持續出現違法暴力及肆意破壞行為，嚴重衝擊本港法治核心價值，威脅市民大眾安全和公共秩序，損害營商環境更出現公然挑戰國家主權和「一國兩制」底線，少數人士甚至引入外力干預，策動「港獨」等行徑，中央推動在港維護國家安全的工作，實屬必要，既堵塞香港可能成為顛覆國家的漏洞，也有助穩定香港當前局面，保護大多數市民的合法權益。會長蔡冠深指，香港作為中華人民共和國不可分割的一部分，維護國家安全是必須履行的憲制責任，關乎香港市民的切身利益，配合推動國家安全立法是刻不容緩，國家主權和安全不容威脅，沒有任何妥協餘地。
東亞銀行聯席行政總裁李民斌表示，立法可讓香港專注發展經濟，解決多年來在房屋、教育、醫療，以及青年問題等深層次矛盾，達致長期繁榮穩定。李認為落實草案後，經濟、商業、投資活動可以安心進行，市民亦可以安心工作和生活，在短暫市場波動後，香港國際金融發聲明中心地位只會得到加強，而不會被動搖。
香港富豪李嘉誠接受媒體採訪時稱，港版国安法可以纾缓中央对香港的担忧，发挥使香港长远稳定发展的正面作用，並呼籲大家不必過分解讀。其長子、長和集團主席李澤鉅表态称，希望有關草案能夠幫助香港社會和經濟回復正常。新鸿基地产主席郭炳聯、新世界发展主席鄭家純、恒基兆业主席李家傑亦对港版国安法立法表示支持。
太古集团發言人表示，全力支持“一國兩制”的基本原則，相信國家安全法的制定，將有利香港作為世界級商業及金融中心的長遠發展。
信和置業主席黃志祥表示， 訂立國安法，有利於維護「一國兩制」，有利於香港長期繁榮穩定，令到有一個良好的營商環境。
香港美國商會称草案或會危害國際商業前景，削弱香港按《香港政策法》享有的特殊待遇。之后于6月3日發表有關內部訪問調查報告，有六成會員認為法例會損害他們在香港的企業營運；有近三成會員表示國安法通過後，會考慮將業務遷移到其他城市。
銀河娛樂主席呂志和指出，若日後實施國安法，仍對香港前景具有信心。

##### 文藝界

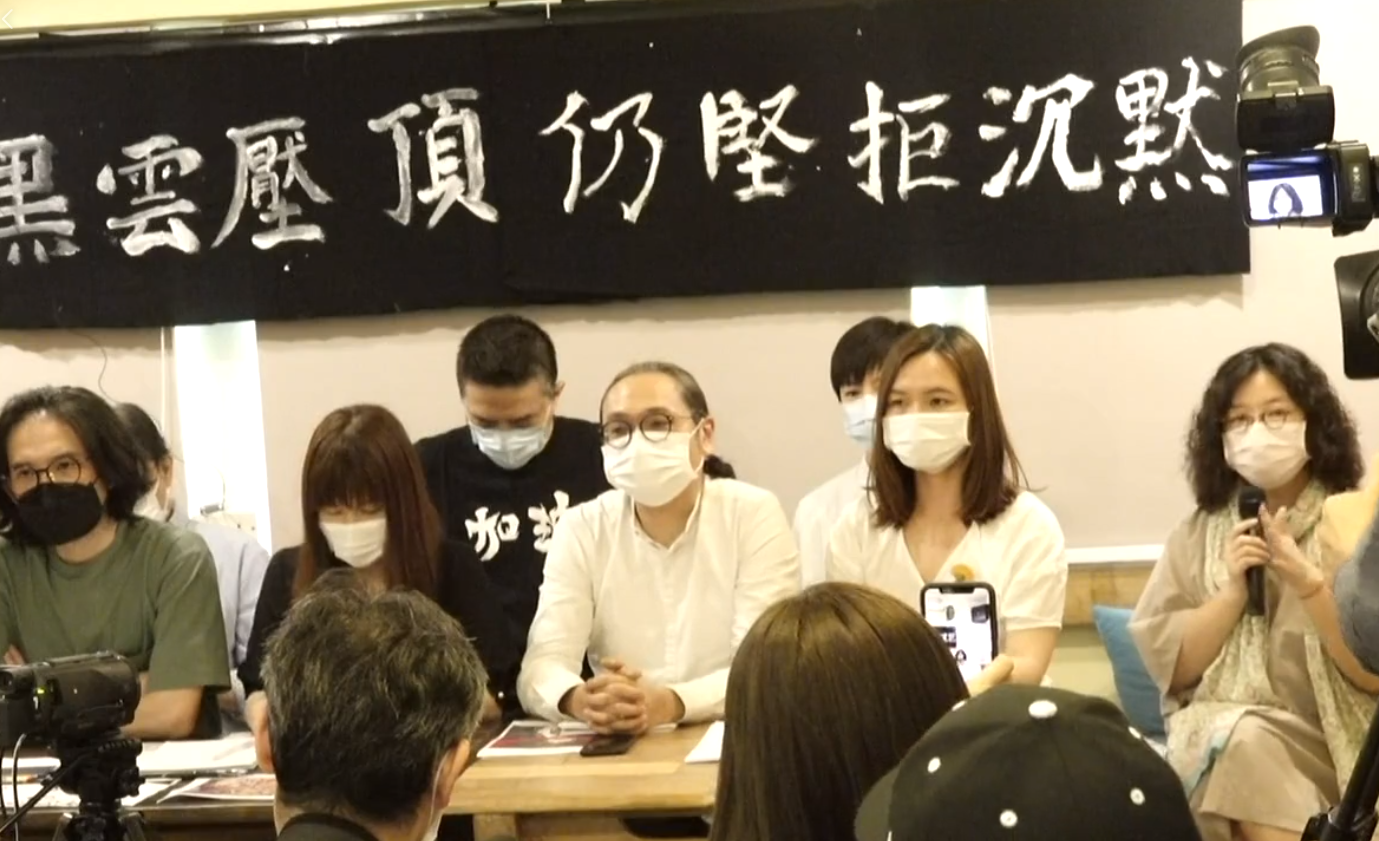
5月28日，董啟章、舒琪、黃耀明等藝文界人士發起聯署反「港版國安法」

5月24日，董啟章、舒琪、黃耀明等超過630個藝文界人士及團體發起聯署，反對港版國安法，對做法「深表震驚、憂慮和憤怒」，質疑法案通過後還有多少創作自由，又稱法案將使藝文工作者人人自危，阻礙文化藝術交流，甚至威脅工作者人身安全。
25日，多名香港文藝、影視和慈善界人士簽名聯署支持全國人大常委會制定涉港國安法。
29日，包括成龙、谭咏麟、曾志伟、惠英红、莫华伦、霍启刚等2605名香港文化演艺界人士及包括香港影业协会、香港中华文化总会、香港中华摄影学会、香港舞蹈总会、中国文联香港会员总会、香港各界文化促进会在内的110家香港各领域的文化演艺团体发表联署声明，“充分理解维护国家安全对香港至关重要，支持全国人大决定，期望全国人大常委会制订的相关法例，在堵塞国家安全漏洞的同时，亦能保障业界正常的发展空间。恳请有关部门能与社会各界充分沟通，释除疑虑，并呼吁香港社会各界以此为契机，增进包容理解，让香港重回文明法治的正轨，重新出发。”
不過陸續有名單中人表示僅「同名同姓」，連署名單中有一名為「徐熙媛」的人士，對此，台灣演員徐熙媛（大S）表示自己并未参与联署，可能只是同名同姓。 名字出現在這份名單中的前新聞主播張寶華、蔣志光、鋼琴手李巧靈也否認有參與該連署，連已故音樂大師陳汝騫也在簽名名單內，同樣令外界感到「意外」和被網民質疑。

##### 法律界
大律師公會發聲明指人大常委無權將草案列入基本法附件三，又質疑草案沒有保障國安法會符合《公民权利及政治权利国际公约》規定，而且執法機構權力含糊不清，而草案指司法機關應防範、制止和懲治危害國家安全的行為亦令人感覺司法獨立被削弱。但身兼山西省政協委員的大律師馬恩國認為，该次中央出手屬特殊，相信日後中央再為港立法的機會不大。
鄭若驊表示新設的法例一般都沒有追溯力，案件一般而言亦會公開審訊，惟可能存在例外情況。
前終審法院首席法官李國能認為人大決定的目的「可以理解」，爭議癥結在法律實際內容。他提出多項建議，內容包括：不設追溯期、審訊與調查權力須受香港法律原則規管。他認為沒有充份理由禁止持外國護照的香港法官審理有關案件。資深大律師葉巧琦表示人大以另一方式立法破壞法治精神。

##### 宗教界

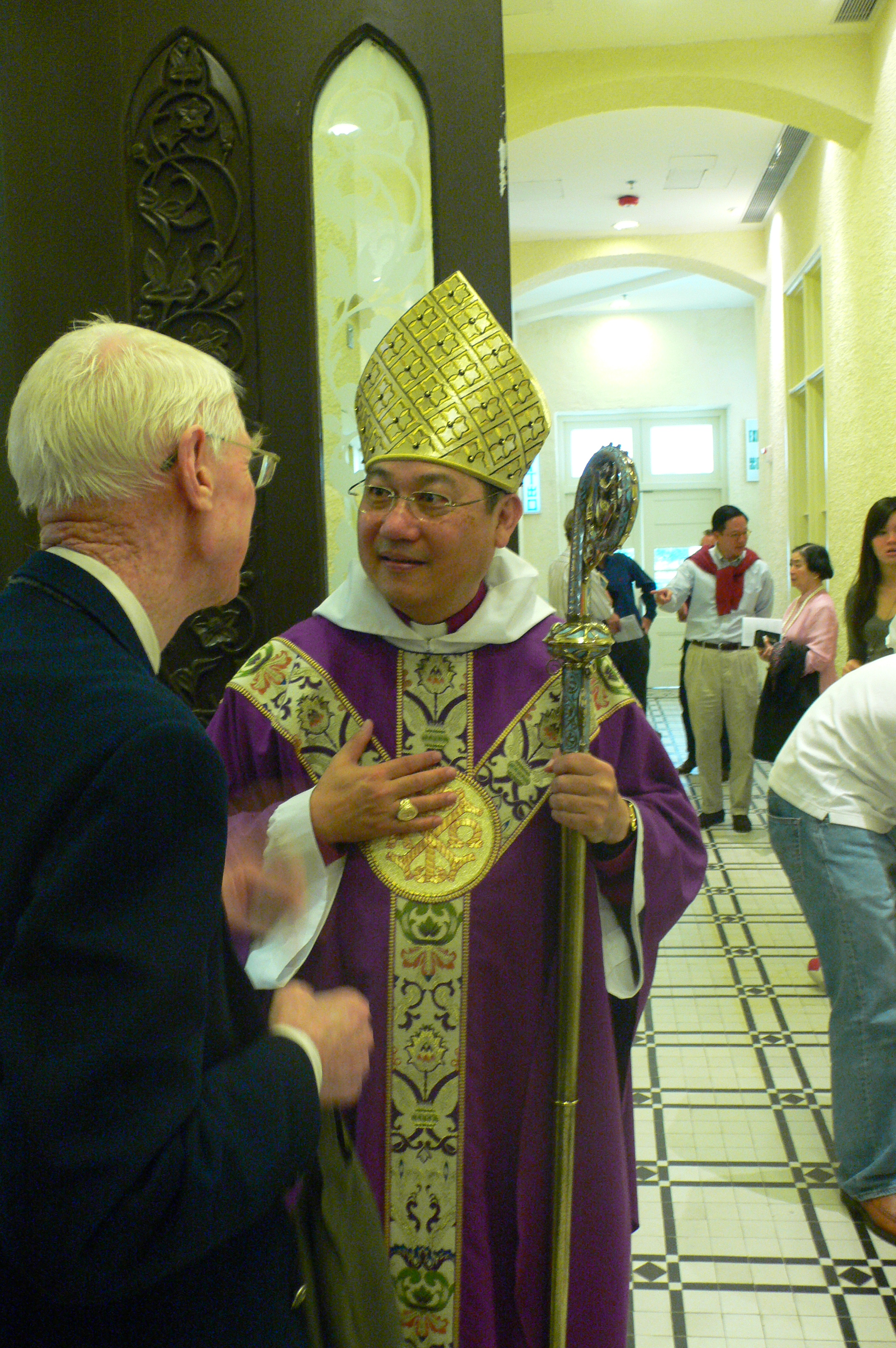
支持國安立法的香港聖公會主教長鄺保羅

身兼政協委員的香港聖公會主教長鄺保羅以及香港佛教聯合會會長釋寬運在北京參加兩會時表示，宗教支持用和平合法方式表達政見，但反對暴力；現在人大從國家安全層面立法，是完善法律，填補漏洞，是迫不得已之舉，又指通過國安立法可令社會早日恢復秩序，人人都可安居樂業。

##### 民意調查
明報委託香港中文大學傳播與民意調查中心於5月25至29日訪問815名市民。就「中央政府繞過香港立法會，透過基本法附件三，為香港訂立國安法」，64%受訪者表示頗反對或非常反對，24.3%受訪者表示頗支持或非常支持；就「香港特區政府有責任防範、制止和懲治危害國家安全的行為和活動」，52.3%受訪者頗同意或非常同意，20.2%受訪者頗不同意或非常不同意。
香港民意研究所在5月25日至28日以电邮方式对于该所登记的10996名意见群组成员进行访问时，结果显示，在总人数占比86%的民主派支持者中，反对人大常委会制定港版国安法的占96%，支持的仅占1%；而在总人数占比11%的非民主派支持者中，则有表示支持人大制定港版国安法的占62%，反对的亦有29%，而余下的9%则持中立态度。
香港研究協會於5月23日至26日隨機抽樣電話訪問1007名市民，結果顯示52%受訪者支持中央在港實施港版國安法，表示中立的佔6%，不支持的則有42%。當中支持的人中，有67%受訪者表示「有助社會回復平靜」，認為「外部勢力干預香港事務」則佔54%，而不支持的原因，65%受訪者表示「影響國際對一國兩制的信心」，其次是「市民自由權利受影響」，佔63%。
一國兩制研究中心亦於5月末通過電話抽樣調查，成功訪問963位居於香港的成年香港市民，誤差不超過正負3.2%。第一條問題是：「你認為香港有無責任維護國家嘅安全？」答「有責任」的有74%，「沒有責任」的有16.6%，「唔知／難講」的有9.5%。問題二是「經過舊年反修例運動，同埋一連串嘅暴力事件，你覺得香港喺維護國家安全方面有無漏洞？」回答「有漏洞」的佔58%，「沒有漏洞」的佔25.3%，表示「唔知／難講」的佔16.7%；問題三是「就住分裂國家、顛覆國家政權、恐怖活動，以及外國勢力干預香港事務，你覺得有無需要立法禁止？」認為「有需要」的有53.4%，「沒有需要」的有37.3%。
紫荊研究院委託香港社會科學民意調查中心，在2020年5月22至24日以電話抽樣形式訪問逾1810名香港市民對中央推行「港版國安法」的意見。有逾六成四受訪者認同香港有責任維護國家安全；有五成二受訪者認為香港在回歸23年未能就《基本法》第23條立法是不理想；有五成四受訪者認同「香港現時已經出現外國勢力與港獨勢力合流、危害國家安全的情況」。
紫荊研究院在2021年4月公布民調報告，指八成半受訪市民認同香港有維護國家安全的憲制責任，實施《港區國安法》也未有影響日常生活。
調查在4月8日至13日期間，以音頻電話隨機抽樣形式進行，在1,528名受訪市民中，85.7%受訪者認同香港有維護國家安全的憲制責任，較去年5月國安法實施前所做同類調查相比，大幅攀升超過兩成。另外，84.2%受訪者認為《港區國安法》實施至今，日常生活未受到影響，認為有影響的不足一成，佔7.8%；78.6%受訪市民認為《港區國安法》實施後，香港社會變得更加安定，只有13.6%受訪者認為更加不安定；73.3%受訪市民對《港區國安法》實施成效感到滿意。

#### 澳門特別行政區
5月23日，澳門特區政府发表声明，堅決支持全国人大决定草案，堅定維護國家安全。澳門中聯辦亦指立法是維護國家安全的重要舉措，是確保「一國兩制」行穩致遠的治本之策，並認為立法是充分體現了中央政府維護國家安全的堅強意志和堅定決心，對香港繁榮穩定和香港同胞福祉的堅決維護和最大關愛。
6月1日，澳门行政长官贺一诚在澳门举行的全国“两会”精神学习传达会上发表讲话时表示，坚决拥护和支持全国人大的决定。6月25日，贺一诚在接受中国中央电视台记者采访时表示，认为香港维护国安立法是需要的。

#### 中华民国（台湾）

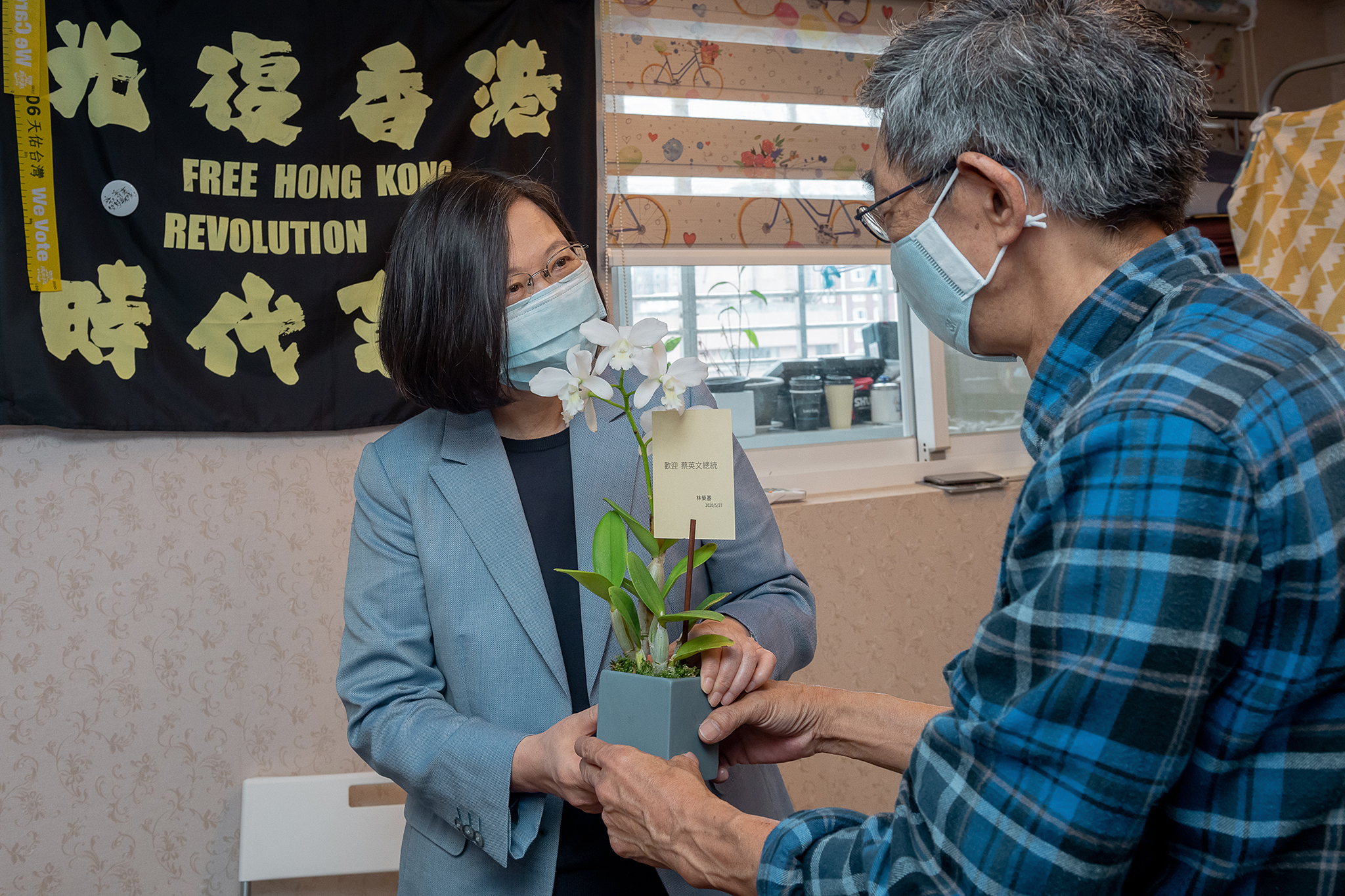
蔡英文：台灣所有民主陣營的夥伴們一樣，都會和香港人民站在一起

中华民国總統蔡英文指出，台灣與所有民主陣營的夥伴們一樣，都會和香港人民站在一起；蔡英文亦稱所謂「50年不變」「港人治港，高度自治」的承諾，也瀕臨破產。若情勢一旦發生變化，台灣可以停止適用《香港澳門關係條例》一部份或全部內容，政府也將密切關注後續發展，適時進行必要的應變措施。
陸委會批評，此舉動反映“中共政府缺乏自省能力”，錯將香港不穩歸咎於外部勢力和港獨，又強調以國安為藉口侵害香港人權自由，將徒增港人不滿，提升各國人士在港風險，威脅香港國際金融中心地位。
總統府發言人黃重諺指，「港版國安法」對於香港的自由民主造成進一步的威脅，政府對於該法密切、高度關注；並呼籲中國大陸和香港政府，對於香港問題根本的解決方案，就是落實對香港人自由民主的承諾；而這次的事件也顯示著台灣的民主是多麼的珍貴。
立法院長游錫堃宣讀朝野黨團共同聲明，譴責中國大陸強行通過「港版國安法」，呼籲中華民國政府積極完善救援港人工作，並於同日成立 「台灣國會香港友好連線」。對此國台辦發言人馬曉光回應稱，台立法機構這些圖謀不會得逞，插手干預香港事務，必將自食惡果。
中國國民黨發言人洪于茜呼籲中华人民共和国政府，尊重港人自治精神，「港版國安法」的制定等同繞過香港立法會，這不只是侵害香港人自治的精神，也違背中英聯合聲明。香港社會對中国大陸的信任已經相當薄弱，「港版國安法」恐怕只會造成香港局勢惡化，香港人更大的反感，也對兩岸關係產生直接且負面的影響。中國國民黨重申，中華民國是主權獨立國家，一國兩制在台灣沒有市場。
民主進步黨發表聲明指出，審議「港版國安法」如同向世界宣告「一國兩制」已死。從西藏、新疆與香港的案例，明顯看出中國大陸一再撕毀自治區的政治承諾，無視自由人權。站在中國大陸壓迫的前線，民進黨會努力守護台灣這座自由民主堡壘，也呼籲中國大陸當局落實初始承諾，並與人民展開對話，才是化解衝突的根本之道。
新黨發言人王炳忠表示，世界各國不管怎樣的制度和政體，都不會允許暴力顛覆政府，也不會接受外國干涉本國內政，港版國安法不是特例，美國也有相關規定。

### 各國反應

#### 对《港区国安法》表示反对或忧虑

##### 美国

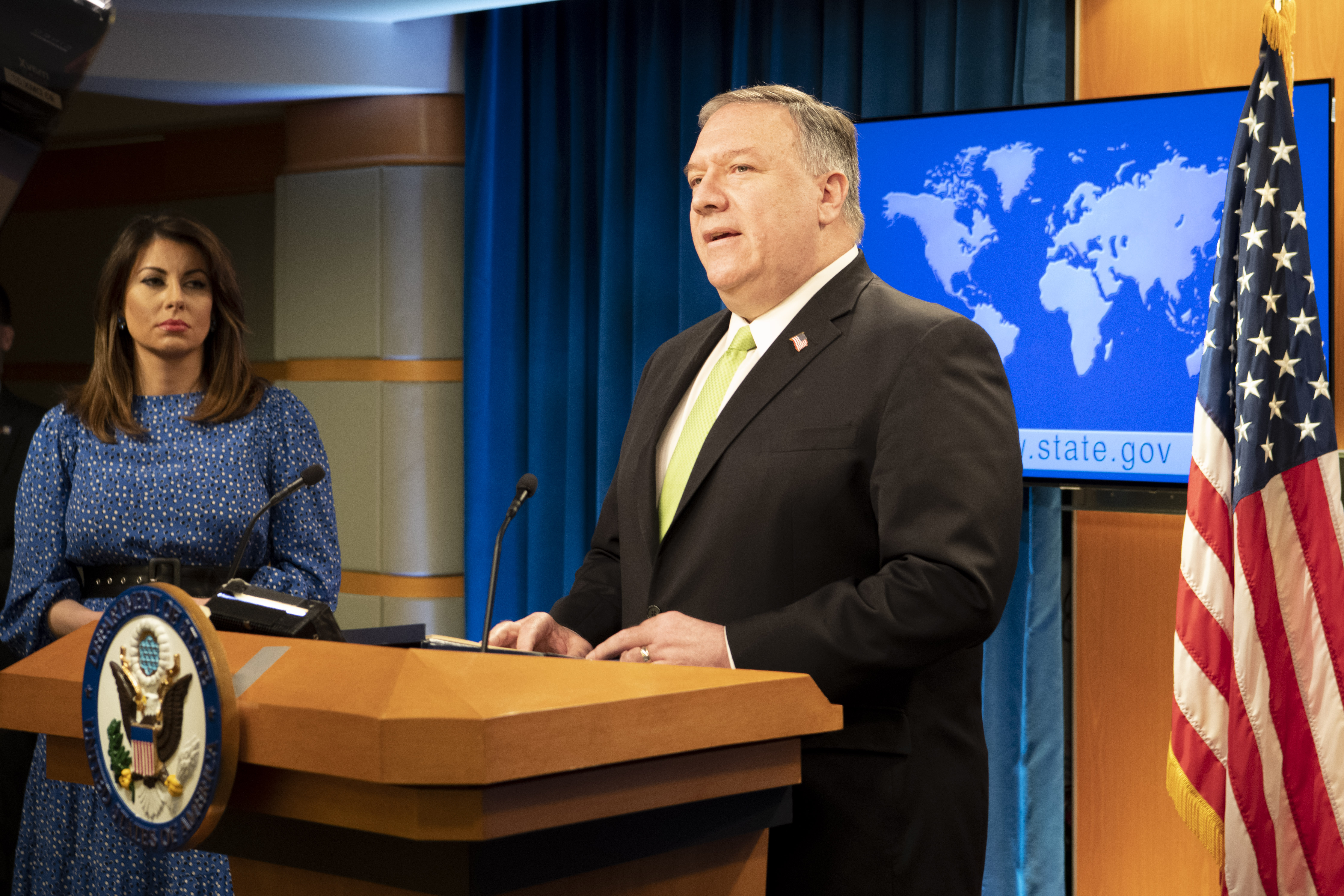
蓬佩奧：涉港決定將會是香港高度自治的「喪鐘」

华盛顿当地时间21日，美国總統·離開白宫前，在南草坪上被问到是否知道北京两会将审议此事。川普称：“我不知道，因为目前没有人知道。如果发生的话，我们将会强烈回應此事。”
共和党籍參議員帕特·圖米和民主党籍參議員克里斯·范荷倫提出法案，制裁支持在香港實施國安法的中國大陸幹部和組織，並懲罰與這些組織交易的銀行。
美國國務卿蓬佩奧發表聲明，称強烈譴責北京政府繞過香港立法程序、無視民意，指事件將會是香港高度自治的「喪鐘」，促請北京政府尊重香港的公民自由和高度自治，又稱美方與港人同在。美國國務卿蓬佩奧、白宮經濟顧問哈塞特、白宮國家安全顧問歐布萊恩等主要官員，于22日先後對北京政府提出警告，表明將重新審視香港特殊貿易地位。
《纽约时报》指，由於可能威脅香港的金融中心地位，安全法計畫重創了香港金融市場，致使恆生指數星期五收跌5.6％，為兩個月以來的低位，并形容這是中共領導人習近平趁西方忙於抗疫時馴化香港的政治豪賭。
5月27日，邁克·蓬佩奧在国会发表声明强调，香港在中華人民共和国统治下，已经不具备高度自治状态，香港也不再继续适用于美国在1997年7月之前的法律待遇。并批評北京當局推动“港版国安法”的制定与实施只是一系列从根本上破坏香港自治和自由的最新行为。
华盛顿当地时间5月29日2時55分，美國總統特朗普在白宮舉行記者會，批評北京政府推出港區國安法，違背中英兩國在1984年所簽署的《中英聯合聲明》中確保香港自治的承諾，以及近日一連串發展，清楚反映香港不再享有自治，並指中華人民共和國將「一國兩制」的承諾，變成「一國一制」。特朗普表示將會指示行政團隊展開行動，開始取消給予香港特別待遇的政策豁免的程序，涵蓋範圍由引渡條款、科技出口管制等，又會採取必須措施，制裁直接或間接涉及損害香港自治和自由的香港及北京官員，並且會採取行動，撤銷香港作為獨立關稅區的優惠待遇，另外亦會更改國務院針對香港的旅遊建議，以反映可能來自中華人民共和國國安機關的監控、報復的風險。其後他沒有回應記者提問便離開。
5月30日，美国国务院发言人摩根·奥塔格斯就涉港决定发表评论，称“全世界热爱自由的人都应该向中国共产党追责，因其‘违背了对香港人的承诺’”。
6月26日，美國國務卿蓬佩奧發表聲明，表示華府將會對有份損害香港高度自治的一些現任及前任中共官員，實施簽證限制。

##### 英国
英国外交部回应中華人民共和国打算通过《国安法》的做法，表示期望北京方面尊重港人的权利及高度自治，英国作为《中英联合声明》的签署国之一，致力于维护香港的自治，以及尊重一国两制的模式。
末任香港总督彭定康表示，如果香港实施国安法，是“令人发指的行为”，将会对香港自治全面攻击。23日，彭定康及英國前外相聶偉敬發起聯署聲明，獲全球超過200名政要參與，包括英國、美國、歐洲、亞洲、澳洲和北美洲等地的政要。聲明譴責北京政府此舉全面攻擊香港的自治、法治和基本自由，並公然違反《中英聯合聲明》，又指若國際社會無法信任北京會在香港事務上遵守承諾，其他事情上也不會願意相信北京。

##### 欧洲联盟
歐洲聯盟高級別代表發表聯合聲明，歐盟對香港在「一國兩制」原則下，持續穩定與繁榮有著重大利益，香港根據基本法維持高度自治非常重要。歐盟認為，在香港以民主方式進行磋商，諮詢公眾，保障港人自由，才是在香港就《國家安全法》立法的最佳方法。歐盟呼籲北京方面尊重香港的高度自治，並表示會密切關注事態發展。
6月19日，欧洲议会以565票赞成、34票反对、62票弃权通过抗议香港国安法的议案，议案明确假如中国实施香港国安法，欧盟应入禀海牙国际法院，并利用经济方式劝阻中国中央政府。

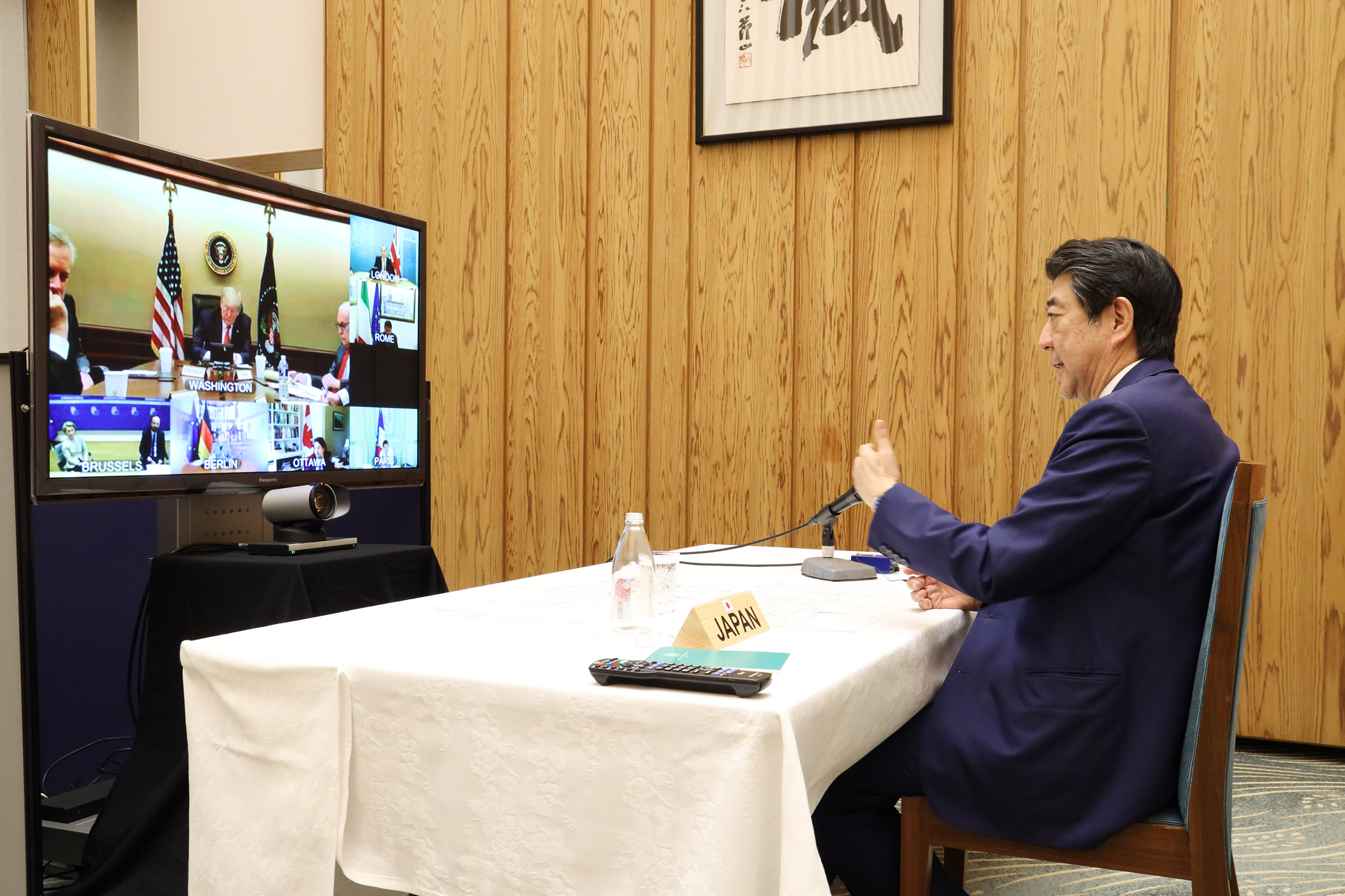
七國集團：涉港決定嚴重危害「一國兩制」原則和香港的高度自治

6月17日，七国集团成员国外交部长及欧盟高级代表发表联合声明，严重关切中国全国人大推行港版国安法，敦促北京重新考虑这一决定。联合声明指出，中国的决定不符合香港《基本法》和《中英联合声明》原则下的国际承诺，并严重危害“一国两制”原则和香港的高度自治，破坏香港多年来得以蓬勃发展和成功的制度。

##### 法国
法国总统外事顾问博纳5月26日与中国国务委员兼外交部长王毅通电话时表示，法方尊重中国的国家主权，了解涉港问题的敏感性，无意介入香港事务，希望有关问题能够在“一国两制”框架下得到妥善解决。法國外交部部長让-伊夫·勒德里昂在5月27日的參議院聽證會上稱，香港國安法會讓人質疑香港能否保持基本自由，還可能引發新一輪示威浪潮。勒德里昂又表示，歐洲不應該被中國當局分化，或者被捲入中美之間的爭執，必須避免新冷戰的發生。

##### 德国
德國外交部部長海科·馬斯發出聲明，指德國和歐盟都一致認為，香港高度自治不可被削弱。香港市民享受《基本法》及一國兩制原則保障的自由和權利，期望這些法治原則會被捍衛。一國兩制原則及法治是香港穩定繁榮的基礎，國家安全法亦不可損害這些原則，香港言論、集會自由及民主討論，必須繼續受到尊重。

##### 日本
日本官房長官菅義偉在港版國安法審議時表示，“香港是與我國（日本）具有緊密的經濟關係和人員交流的極其重要的夥伴，在一國兩制的制度下，讓自由、開放的香港安定地走向繁榮很重要”。而在港版國安法通過後，菅義偉在記者會上表示，其對港版國安法在国际社会和香港市民强烈的担忧中通过表示深深地忧虑。首相安倍晋三6月10日表示，有意領銜G7就香港議題發表聲明。
在《中華人民共和國香港特別行政區維護國家安全法》通過當天的6月30日上午，官房長官菅義偉在記者會上表示，在國際社會與香港市民強烈憂慮下，對法例通過感到遺憾，指法例損害國際社會對一國兩制的信賴，而這制度對與香港交流密切的日本而言，是極為重要；日本繼續支持香港維持自由開放，並透過民主及安定方式發展，日本將與有關國家協調，適當回應。防衛大臣河野太郎在記者會上表示，法例通過意味著中國未遵守香港主權移交時，對國際社會作出的一國兩制承諾，甚至可說是單方面改變現狀，這會對習近平的訪日安排產生非常重大影響。外務大臣茂木敏充亦對法例通過表示遺憾。

##### 加拿大
加拿大外交部发言人表示，加拿大对有关报道非常关注。声明认为，“考虑到有成千上万的加拿大人生活在香港，香港的稳定和繁荣涉及到我们的利益，而稳定和繁荣的基础正是香港的相对自治和基本自由”。

##### 澳大利亚
澳洲外交部長馬里斯·佩恩、英國外交大臣藍韜文及加拿大外交部長商鵬飛聯合發表聲明，表示《中英聯合聲明》指出，香港擁有高度自治，並規定確保人身、新聞，集會，結社和其他人的權利和自由，並確保兩項聯合國人權公約規定《公民權利和政治權利国际公約》和《經濟、社會與文化權利國際公約》仍然有效。在沒有人民、立法或司法機構參與的情況下制定國家法，顯然會破壞一國兩制。。

##### 新西兰
新西兰副總理兼外交部长温斯顿·彼特斯表示，新西兰政府对中華人民共和國在香港实施新国安法表示担忧，并认为此举将使这个半自治领土进一步被中国共产党控制。

##### 瑞士
瑞士外交部发表声明，瑞士政府对于坚持一国两制原则非常重视，并认为公民自由、司法独立、广泛的自治是香港迄今为止成功的基础。

#### 对《港区国安法》表示支持或理解

##### 俄罗斯
俄罗斯外交部部长谢尔盖·拉夫罗夫稱，有關香港立法問題屬中華人民共和國內政，批評美國對華施壓的言論是前所未有。

##### 塞尔维亚
塞爾維亞總統武契奇向中国國家主席習近平致函，表示支持全國人大通過涉港决定。

##### 伊朗
伊朗外交部发言人于5月25日称，“不干涉他国内政、维护领土完整、尊重世界各国主权”是伊朗伊斯兰共和国对外政策中明确、一贯的原则。伊方基于上述原则，重申必须尊重「一个中国」原则，谴责任何外部势力干涉中華人民共和國内政、侵犯中華人民共和國领土和主权完整的行径，强调支持通过依法维护秩序确保香港的稳定、繁荣与人民安全。同日，伊朗驻华大使馆在新浪微博发文重申此事。

##### 越南
越南外交部副发言人段克越表示，越方关注香港局势，已阐明对香港问题的立场，越方尊重和支持中国“一国两制”，亦希望香港保持稳定和繁荣发展。

##### 朝鲜
据朝鲜中央通讯社报道，朝鲜外务省發言人表示，中國根據自身憲法和香港《基本法》，採取建立和完善法律制度及執行機制的決定，維護在香港的國家安全，是合法举措。北韓支持中國在「一國兩制」政策基礎上，維護中國國家主權、安全和領土完整，實現香港穩定與繁榮，又表示香港問題完全屬於中國內政，其他國家或勢力無權說三道四，堅決反對外部力量干涉，損害香港的安全、社會與經濟發展。
朝鲜外相李善权6月4日会见中国驻朝大使李进军时表明，朝鮮勞動黨和朝鮮政府对中国共產黨和中國政府就有关香港问题采取措施持支持立场，朝方認為香港问题属于中华人民共和国的内政，因此外部势力干涉其问题是对中国主权和国际法的粗暴侵犯。朝方将积极支持中国党和政府维护国家主权、安全和领土完整的立场。

##### 老挝
老挝外交部5月26日就香港维护国家安全立法发表声明称，一贯奉行一个中国政策，香港是“一国两制”下的中国特别行政区。老挝老中合作委员会办公厅主任赛萨纳·西提蓬表示，中国建立健全香港特别行政区维护国家安全的法律制度和执行机制是势在必行，相关法律的不完善，会有可能被别有用心之人利用制造事端，危害香港安全。

##### 柬埔寨
柬埔寨副首相贺南洪5月27日在金边接受新华社记者专访时表示，中国全国人大从国家层面建立健全香港特别行政区维护国家安全的法律制度和执行机制对保障香港的安全、稳定与繁荣至关重要，柬埔寨完全支持中国全国人大进行涉港国安立法。

##### 巴基斯坦
巴基斯坦外交部发言人5月29日就涉港国安立法问题接受中央广播电视总台记者的书面采访时表示：“巴方在香港问题上的立场是一贯和明确的。我们重申，香港问题是中国内政。我们认为，维护国际法、坚持不干涉他国内政的基本准则十分重要。”

##### 吉尔吉斯斯坦
吉尔吉斯斯坦外长艾达尔别科夫26日在与王毅通电话时表示，吉方始终认为台湾问题和香港事务都是中国内政，将继续坚定奉行一个中国政策，支持“一国两制”方针，支持中国政府为维护国家主权和安全稳定采取的措施。

##### 埃塞俄比亚
埃塞俄比亚繁荣党意识形态与研究部部长特梅斯根表示，中国在政府工作报告中提出维护国家主权和“一国两制”的重要主张，对处理好涉港澳台事务至关重要，埃塞俄比亚对此完全赞同。

##### 菲律宾
菲律宾外长洛钦23日在社交媒体上转发一篇涉港文章时写道，“必须要说，香港回归以后才成为全球最具经济活力的地方之一；新建筑，新道路；普通香港人不再被当作垃圾对待；警察终于变得廉洁。”

##### 委内瑞拉
委内瑞拉5月28日发表政府公报说，委坚决支持并欢迎中国全国人民代表大会关于建立健全香港特别行政区维护国家安全的法律制度和执行机制的决定。

## 传言

### 田北辰投票争议
投票結果出爐後，一度有傳言稱，唯一的反對票是港區全國人大代表田北辰所投，田北辰對此传言予以否認，指其所投为贊成票。据早前报导，田北辰曾經就《決定（草案）》的修改公開表示反對。

## 外部連結
- English translation: Full text: Law on safeguarding national security in HKSAR （页面存档备份，存于）